# Rue Viala (Lyon)
Pour les articles homonymes, voir Rue Viala.
La rue Viala est une rue située dans le 3e arrondissement de Lyon – quartier de Montchat – dont le nom rend hommage au jeune révolutionnaire Joseph Agricol Viala.

## Présentation
Tenant rue Ferdinand-Buisson elle aboutit avenue Rockefeller.

## Histoire
La rue Claudia – nom premier – porte le prénom de la grand-mère maternelle de Mme Richard-Vitton (en réalité Claudine (Mlle Merle)).
Mme Richard-Vitton veuve écrit le 3 juillet 1879 qu'elle donne à la ville de Lyon la rue Claudia. Mais bien que les riverains souhaitent que cette voie privée devienne municipale, devant le coût de l’aménagement les conseillers municipaux refusent ce don en 1906. L’acceptation n’intervient qu’en 1912 (soit trente-trois ans plus tard) avec le « classement dans la vicinalité ordinaire de la banlieue ».
En 1913, la voie prend le nom de rue Viala.
Au 35 de la rue, une plaque commémore l'attaque du 17 juin 1944 de l'imprimerie clandestine d'André Bollier, par la Gestapo soutenue par 150 miliciens dirigés par Jean Reynaudon.